# 대한민국 민사소송법 제276조
대한민국 민사소송법 제276조는 준비서면에 적지 아니한 효과에 대한 민사소송법조문이다.

## 조문
제276조(준비서면에 적지 아니한 효과) 준비서면에 적지 아니한 사실은 상대방이 출석하지 아니한 때에는 변론에서 주장하지 못한다. 다만, 제272조제2항 본문의 규정에 따라 준비서면을 필요로 하지 아니하는 경우에는 그러하지 아니하다.